# Frijapatije Partski
Frijapatije Partski, Arsak III. Frijapatije (perz. فریاپت , latinski izvori Phriapatius, Priapatius, grčki ''Phriapatios, Phriapites) je bio vladarom Partskog Carstva.  Bio je iz dinastije Arsakida. Vladao je od 190. pr. Kr. do 175. pr. Kr. (neki izvori navode 191. pr. Kr. – 176. pr. Kr.). Naslijedio je svog oca Arsaka II.
Frijapatije je vladao nakon što je seleukovićevski vladar Antioh III. Veliki napao Partsku. Nije kovao svoj novac, pa je to osnova pretpostavci da je možebitno bio u vazalskom odnosu k Seleukovićima.
Ime Phriapatios je prijepis grčkog Fryapati i znači "u Fryjinom posjedu ili posjeduje ga Frya". Frya je ime jednog besmrtnika, besmrtnog pretka plemena Fryâna. Justin precizira da su Parti ime "Arsak" davali svojim carevima isto kao što su Rimljani davali svojim carevima ime Cezara i Augusta".
Frijapatije je bio sin Arsaka II. i unuk Tiridata I., suosnivača partske dinastije (suosnivač je bio Tiridatov brat Arsak I.). Rimski povjesničar Justin u svojim djelima ne navodi ime Frijapatijevog oca.
O Frijapatiju se vrlo malo zna. Računa se da je ocem dvaju partskih careva, Fraata I. i Mitridata I. (prema Justinu), ako ne i triju (i Artabana I.). Moguće je i da je otac četiriju sinova - četvrtom ime nije poznato, a taj je otac partskog kralja Arsak IX. Gotarz I. Partski. Na prijestolju je Frijapatija naslijedio Fraat I.

## Vanjske poveznice
- Phriapatios na parthia.com (engleski)
- Francuski prijevod Justinovih djela
- Engleski prijevod Justinovih djela